# En Lillsk jul
En Lillsk jul är en julalbum av den svenska sångerskan Lill Lindfors. Albumet släpptes 1991 och återlanserades 1995.

## Låtlista

### Sida A
1. Klang min vackra bjällra
2. Knalle Juls vals
3. Det är en ros utsprungen
4. Tända ljus i alla fönster
5. Jag gick mig ut en afton
6. Den första julen

### Sida B
1. Jungfrun hon går i dansen
2. Nu tändas tusen juleljus
3. Midnatt råder
4. Nu har vi ljus-medley
5. Du tycker du är vacker
6. Stilla natt (Stille Nacht, helige Nacht)

## Medverkande
- Johan Norberg - gitarr
- Sam Bengtsson - bas
- Klas Anderhell - trummor
- Peter Ljung - klaviatur
- Hector Bingert - flöjt